# Альфа Хамелеона

Альфа Хамелеона (α Cha, α Chamaeleontis) є зорею Головної послідовності спектрального класу F5 V, що розташована у напрямку сузір’я Хамелеон на відстані близько 64 світлових років від Сонця.
Вона є найяскравішою зорею сузір’я Хамелеон й її видима зоряна величина становить 4.066.

## Місцерозташування
Альфа Хамелеона розташована у Південній півкулі неба, досить близько до південного полюса обертання (де вісь обертання Землі проектується на небесну сферу). Тому у Північній півкулі її можна спостерігати лише на приекваторіальних широтах.

## Фізичні характеристики
Ще донедавна цю зорю вважали гігантом. Проте нещодавно виконані дослідження її спектру вказують на те,
що вона все ще знаходиться на Головній послідовності й має порівняно нижчу, ніж у Сонця, металічність.
Аналіз спектральних характеристик вказує, що Альфа Хамелеона є старим (близько 1.5 мільярдів років) гігантом з гелієвим ядром, в той час як її світність та температура свідчать, що вона є відносно молодою зорею Головної послідовності.